# Oldcodex
Oldcodex (オルドコデックス?) fue una banda de rock japonesa formada en el año 2009, en Tokio, Japón. Fue formada por el vocalista Tatsuhisa Suzuki (cuyo nombre artístico es Ta_2) y el corista Yorke. La banda ha compuesto temas de apertura y cierre para varias series de anime, tales como Free!, Servamp, God Eater, Kuroko no Basket y Togainu no Chi. Suzuki también ha participado en algunos de estos animes como actor de voz. Oldcodex se presentó el 11 de febrero de 2015 en el estadio Nippon Budokan. El 31 de mayo de 2022 la cuenta de Twitter de Oldcodex anunció el cese de la actividad de la página web y de la propia cuenta, así como la disolución del grupo.

## Miembros
- Ta_2 (Tatsuhisa Suzuki) - Vocalista
- Yorke - Producción, coros

### Músicos
- Ryo Yamagata - Batería
- Taizo Nakamura (中村 泰造 Nakamura Taizo?) - Bajo
- Shinji Ōmura (大村 真司 Ōmura Shinji?) - Guitarra

### Antiguos miembros
- R.O.N - Guitarra, gestión
- YoHsKE (Yosuke) - Guitarra
- Sae - Batería
- Yoshihiro Nakao - Guitarra
- Hiromitsu Kawashima - Bajo
- Masanori Mine - Guitarra

## Discografía

### Sencillos
| Año  | Título                         | Posición Oricon Chart | Notas                                                                                          |
| ---- | ------------------------------ | --------------------- | ---------------------------------------------------------------------------------------------- |
| 2010 | "[Blue]"                       | 29                    |                                                                                                |
| 2010 | "Flag on the hill"             | 55                    |                                                                                                |
| 2011 | "Harsh Wind"                   | 55                    |                                                                                                |
| 2012 | "Cold Hands"                   | 56                    |                                                                                                |
| 2012 | "Catal Rhythm" (カタルリズム?) | 20                    | Segundo tema de cierre para Kuroko no Basket                                                   |
| 2013 | "The Misfit Go"                | 31                    | Primer tema de cierre para Arata Kangatari                                                     |
| 2013 | "Rage on"                      | 6                     | Tema de apertura para Free! - Iwatobi Swim Club                                                |
| 2013 | "Walk"                         | 18                    | Tema de cierre para Kuroko no Basket 2                                                         |
| 2014 | "Dried Up Youthful Fame"       | 7                     | Tema de apertura para Free! - Eternal Summer                                                   |
| 2015 | "Lantana"                      | 10                    | Tercer tema de cierre para Kuroko no Basket 3                                                  |
| 2015 | "Feed A"                       | 13                    | Tema de apertura para God Eater                                                                |
| 2015 | "Aching Horns"                 | 10                    | Tema para High Speed! - Free! Starting Days                                                    |
| 2016 | "Deal With"                    | 23                    | Tema de apertura para Servamp                                                                  |
| 2016 | "Scribble, and Beyond"         | 11                    |                                                                                                |
| 2018 | “Growth Arrow”                 | 11                    | Tema de apertura para Butlers; Chitose Momotose Monogatari                                     |
| 2018 | "Heading To Over"              | 9                     | Tema de apertura para Free! - Dive to the Future                                               |
| 2018 | "One Side"                     | -                     | Tema de apertura para Servamp -Alice in the Garden-                                            |
| 2019 | "Take On Fever"                | 24                    | Tema de apertura para Keishichou Tokumubu Tokushu Kyouakuhan Taisakushitsu Dainanaka: Tokunana |
| 2020 | "Core Fade"                    | 14                    | Tema de apertura para la segunda temporada de Ultraman                                         |
| 2022 | "This Fading Blue"             | -                     | Tema de cierre para Free!: The Final Stroke – Parte 2                                          |

### Álbumes
Álbumes de estudio
| Año  | Título                    | Posición Oricon Chart |
| ---- | ------------------------- | --------------------- |
| 2010 | hidemind                  | 44                    |
| 2012 | Contrast Silver           | 28                    |
| 2014 | A Silent, within The Roar | 5                     |
| 2016 | Fixed Engine              | 3                     |
| 2017 | they go, Where?           | 8                     |
| 2019 | LADDERLESS                | 7                     |

Miniálbumes
| Año  | Título   | Posición Oricon Chart |
| ---- | -------- | --------------------- |
| 2009 | OLDCODEX | 51                    |
| 2011 | Flower   | 48                    |
| 2015 | pledge   | 5                     |

### DVD
- Harsh Wind Tour live (21 de octubre de 2011)
- Catalrhythm Tour (20 de marzo de 2013)
- Contrast Silver Tour final live (25 de diciembre de 2013)
- Capture 2015 in Budokan
- ONE PLEDGES Zepp DiverCity (2015)
- Veni Vidi in BUDOKAN (2016)
- FIXED ENGINE in BUDOKAN (2017)
- we're Here! in YOKOHAMA ARENA (2018)
- GROWTH TO BE ONE (2018)
- LADDERLESS Tour (2019)
- LADDERGRAPH Tour (2020, Cancelado)